# Boris Žemva
Boris Žemva, slovenski inženir kemijske tehnologije, * 8. junij 1940, Ljubljana, † november 2023

## Študij in delo
Gimnazijo je obiskoval v Radovljici in Kranju, kjer je 1959 maturiral. Po maturi je študiral kemijo in 1964 diplomiral na ljubljanski FNT in prav tam 1971 tudi doktoriral; 1983 pa diplomiral še na mariborski VEKŠ. 
Po odsluženju vojaškega roka se je 1965 zaposlil na Institutu Jožef Stefan v Ljubljani, kjer je postal 1983 vodja oddelka za anorgansko kemijo in tehnologijo in 1989 znanstveni svetnik. Leta 1974 je postal predavatelj na ljubljanski FNT, 1985 pa je bil izvoljen za rednega profesorja za anorgansko kemijo na FKKT v Ljubljani. V letih 1972/73 se je strokovno izpopolnjeval na Kalifornijski univerzi v Berkeleyju, 1978 je bil član njene vodilne raziskovalne skupine za kemijo žlahtnih plinov, 1993 pa njen gostujoči profesor. 

## Strokovno področje
Žemva se je raziskovalno ukvarjal z žlahtnimi plini, visokoenergijskimi oksidanti in fluorovimi spojinami ter z vprašanji nevarnih odpadkov. Sam ali v soavtorstvu s sodelavci je objavil več znanstvenih člankov, večino v tujih strokovnih revijah in knjigah, njegov patent za specialni fluoriran polimer pa je svetovno zaščiten. Boris Žemva se je z dosežki na področju anorganske kemije fluora povzpel v sam svetovni vrh raziskovalcev. Dosežki Žemve so sestavni del sodobnih učbenikov anorganske kemije. 

## Nagrade in priznanja
Leta 1989 je prejel Kidričevo nagrado in 1999 kot prvi v Sloveniji Humboldtovo nagrado za vrhunske dosežke na področju naravoslovnih in ekonomskih znanosti, leta 2001 pa priznanje Ambasador Republike Slovenije v znanosti. Je tudi četrti Evropejec, ki je prejel nagrado za neorgansko kemijo Ameriškega kemijskega društva. Od 2010 je član Evropske akademije znanosti s sedežem v Lie`gu (Belgija), postal pa je tudi zaslužni znanstvenik IJS. 
Leta 2011 je prejel Zoisovo nagrado za življenjsko delo na področju anorganske kemije fluora..

## Smrt
Pokopali so ga 13. novembra 2023 na ljubljanskih Žalah.